# Kajtagskij rajon
Il Kajtagskij rajon (in russo Кайтагский район?) è un distretto municipale del Daghestan, situato nel Caucaso.